# 7131 Longtom
A 7131 Longtom (ideiglenes jelöléssel 1992 YL) a Naprendszer kisbolygóövében található aszteroida. Natori Akira és Urata Takesi fedezte fel 1992. december 23-án.